# Герб Козівського району
Герб Козівського району — офіційний символ Козівського району, затверджений 23 грудня 2004 р. рішенням сесії районної ради.

## Опис
Щит скошений справа червоним списом з червоно-чорним прапорцем. На верхньому лазуровому полі три золотих колоски, у нижньому золотому червона сарна з поверненою назад головою. Щит обрамований декоративним картушем i увінчаний золотою районною короною. Під щитом лазурова стрічка з золотим написом "Козівський район". Автор - А.Б.Гречило.